# 巴苏加奥恩
巴苏加奥恩（Basugaon），是印度阿萨姆邦Kokrajhar县的一个城镇。总人口12441（2001年）。

## 人口
该地2001年总人口12441人，其中男性6432人，女性6009人；0—6岁人口1357人，其中男687人，女670人；识字率72.84%，其中男性为79.52%，女性为65.68%。